# Phyllis Dillon
Phyllis Dillon, född 27 december 1944, död 15 april 2004, var en jamaicansk reggae-, rocksteady- och skasångerska som främst var aktiv i slutet av 1960-talet och början på 1970-talet.
Dillon föddes 1948 i Linstead, St. Catherine, Jamaica. Redan vid 19 års ålder spelade hon in sin första skiva på Duke Reids skivbolag Treasure Isle. Många av Dillons låtar var covers.
Dillon avled den 15 april 2004, 59 år gammal, efter två års cancerdiagnos.

## Diskografi
Studioalbum
- 1972 – One Life to Live

Singlar (urval)
- 1967 – "Don't Stay Away" / "Lara's Theme"
- 1967 – "Perfidia" / "It's Rocking Time"
- 1971 – "One Life To Live, One Love To Give"

Samlingsalbum
- 1994 – Love Is All I Had
- 2000 – One Life to Live
- 2000 – Midnight Confessions: Classic Rocksteady And Reggae
- 2004 – Love Is All I Had (A Tribute To The Queen Of Jamaican Soul)